# Landhuhn

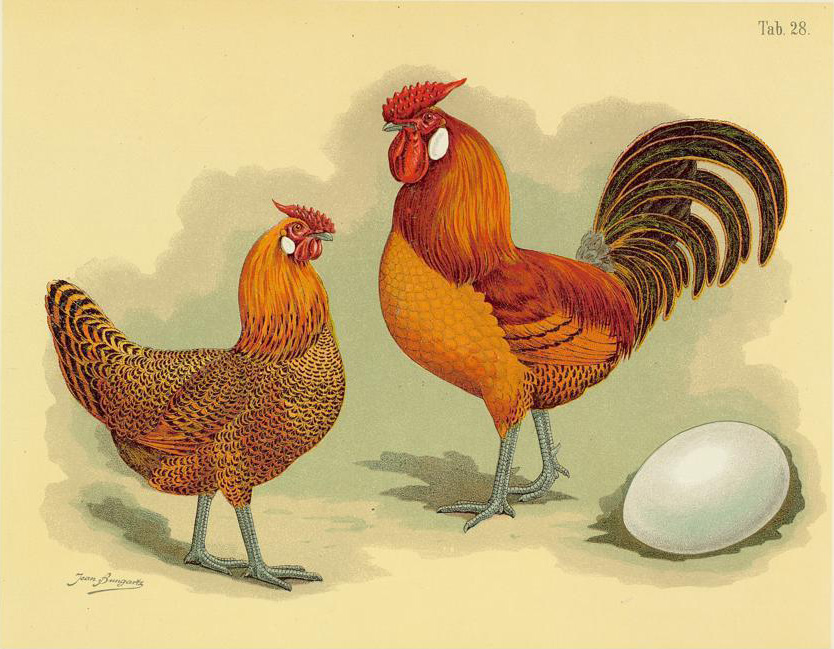
Hamburger (Jean Bungartz, 1885) mit typischer Landhuhnform

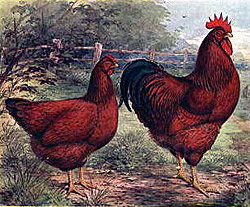
Zum Vergleich: Rhode Island Red, eine amerikanische Rasse mit runderen Formen

Landhuhn ist eine allgemeine Bezeichnung für ursprüngliche Landrassen des Haushuhns. Der Begriff wurde am Ende des 19. Jahrhunderts allgemein gängig, um die unterschiedlichen Merkmale der alten europäischen Rassen („Landrassen“) gegenüber den damals neu eingeführten asiatischen und amerikanischen Rassen zu betonen. Die ursprünglichen europäischen Hühnerrassen sind meistens höher gestellt, schlanker und leichter als die schwereren und abgerundet geformten asiatischen Rassen sowie die verwandten amerikanischen Rassen. Die Merkmale werden zusammenfassend als „typische Landhuhnform“ bezeichnet.
Der Begriff „Landhuhn“ wird auch in der Werbung für biologische Hühnerzucht angewandt, hier allerdings ohne Berücksichtigung der ursprünglichen Bedeutung.

## „Landhuhn“ als Bestandteil von Rassenamen
„Landhuhn“ ist Teil des Rassenamens bei:
- Brabanter Bauernhuhn oder Brabanter Landhuhn
- Dänisches Landhuhn[3]
- Fränkisches Landhuhn[4]
- Isländisches Landnahmehuhn. Landhuhn im ursprünglichen Sinne.
- Tschechisches Landhuhn
- Vierländer Landhuhn, der Stammvater des Ramelsloher Huhnes[5]